# Stefan Münz
Stefan Münz (* 10. Dezember 1960 in Idar-Oberstein) ist ein deutscher Informatiker. Er ist seit 1995 Autor der Hypertext-Referenz SELFHTML und war bis zu seinem Ausstieg aus dem Projekt im Januar 2007 Vorsitzender des gleichnamigen Vereins.
Stefan Münz ist in Landau in der Pfalz aufgewachsen und hat Philosophie und Sprachwissenschaft an der Ludwig-Maximilians-Universität München studiert. Anschließend absolvierte er eine Ausbildung als Organisationsprogrammierer für C und UNIX. Seit 1994 ist er als Freiberufler und Buchautor tätig.
Bei einer markenrechtlichen Auseinandersetzung mit dem Software-Unternehmen Symicron, vertreten durch dessen Anwalt Günter Freiherr von Gravenreuth, um die Bezeichnung „Explorer“ im Jahre 2000 wurde Stefan Münz bundesweit unterstützt. Der Prozess ist im Kontext der juristischen Klärung von Linkhaftungsfragen bei Webseiten bedeutsam gewesen.
Münz ist Vater von zwei Kindern, seine Frau brachte vier Kinder mit in die Ehe. Er lebt mit seiner Familie in der Pfalz.
Er äußerte sich kritisch über den zunehmenden Monopolismus im Internet und bedauert es, dass einzelne Nutzer „ihre Seele an der Garderobe von Facebook, Twitter oder Google abgeben.“

## Schriften
- (zus. mit Wolfgang Nefzger): HTML-Handbuch. WWW-Projekte richtig planen – Style Sheets, Frames, Layer – Grafik richtig einsetzen – Java-Applets und JavaScripts – Tips und Tricks zu HTML. Franzis, Feldkirchen 1997, ISBN 3-7723-7513-8. Überarbeitete und aktualisierte Neuauflage als Studienausgabe HTML-Handbuch. 2005, ISBN 3-7723-6654-6.
- (zus. mit Wolfgang Nefzger): HTML-Referenz. Grundlagen, Alternativen und Erweiterungen. Franzis, Feldkirchen 1997, ISBN 3-7723-7402-6.
- (zus. mit Wolfgang Nefzger): HTML-4.0-Handbuch [Medienkombination]. HTML – JavaScript – DHTML – Perl. Franzis, Poing 1999, ISBN 3-7723-7514-6. Spätere Neuauflagen unter den Titeln HTML-&-Web-Publishing-Handbuch. Das Buch zu Selfhtml 8.0 …. Franzis, Poing 2002, ISBN 3-7723-0598-9 und als Studienausgabe HTML-&-Web-Publishing-Handbuch. HTML 4.01 – XHTML 1.0/1.1 – JavaScript – DHTML – CSS. Franzis, Poing 2004, ISBN 3-7723-7006-3.
- (zus. mit Wolfgang Nefzger): JavaScript-Referenz. Franzis, Poing 2002, ISBN 3-7723-6520-5.
- DHTML: Dynamisches HTML. Bringen Sie unkompliziert und professionell Schwung in Ihre Webseiten. Franzis, Poing 2003, ISBN 3-7723-6695-3.
- Professionelle Websites. Programmierung, Design und Administration von Webseiten. Addison-Wesley, München/Boston (u. a.) 2005, ISBN 3-8273-2218-9.
- (zus. mit Clemens Gull): HTML 5 Handbuch – Die neuen Features von HTML5, umfangreicher Referenzteil für HTML und CSS zum Nachschlagen, anspruchsvolle Web-Layouts umsetzen, Audio- und Videodaten ohne Flash einbinden. Franzis, Poing 2010, ISBN 978-3-645-60079-8.